# Chrome リモート デスクトップ
Chrome リモート デスクトップ（クローム リモート デスクトップ）は、Googleが提供するリモートデスクトップソフトウェア。

## 概要
Chrome リモート デスクトップは、特定のパソコンを別のパソコンやデバイスから操作するためのリモートデスクトップ環境を構築するソフトウェアである。Windows、macOS、Linux（以上はホスト及びクライアントになれる）、ChromeOS、Android、iOS（以上はクライアントのみになれる）向けに提供されている。
ホストとなるコンピュータとクライアントとなるコンピュータ/スマートフォンには、Chromeブラウザ及びその拡張機能であるChrome リモート デスクトップをインストールしておく必要がある。それとは別にホスト側ではChrome リモート デスクトップのネイティブアプリケーションをインストールする必要がある｡ホストでPINを設定し、それをクライアントで入力することでクライアントのディスプレイ上にホストの画面が表示されて、さまざまな操作ができる。

## 歴史
- 2011年10月7日 「Chrome Remote Desktop BETA」を発表。
- 2014年4月16日 Android版を公開。
- 2014年6月5日 Android版がバージョン36にアップデート。フルスクリーンモードに対応（Android 4.4以降）